# Koubéwel Koundia
Koubéwel Koundia is een gemeente (commune) in de regio Mopti in Mali. De gemeente telt 13.200 inwoners (2009).
De gemeente bestaat uit de volgende plaatsen:
- Adia
- Askarba
- Badiari
- Dembely
- Dioni
- Koira Bery
- Koubewel
- Madina
- Mougui
- Olkia
- Orodou
- Synda
- Tabaco
- Temba